# The Texas Chainsaw Massacre (phim 2003)
Thảm sát cưa máy tại Texas hay là Tử thần vùng Texas (tựa tiếng Anh: The Texas Chainsaw Massacre) là một bộ phim kinh dị của Mỹ công chiếu vào năm 2003 do Marcus Nispel làm đạo diễn, bộ phim này làm lại từ một bộ phim bản gốc cùng tên năm 1974. Bộ phim này là phim thứ 5 trong loạt phim The Texas Chainsaw Massacre.

## Nội dung
Vào ngày 18 tháng 8 năm 1973; một nhóm bạn gồm có Erin, Kemper, Morgan, Andy và Pepper; tất cả bọn họ đang trên đường về Mỹ sau chuyến du lịch từ México. Lúc này thì họ đang đi ngang qua Hạt Travis, bang Texas, bỗng dưng họ thấy một cô gái có dáng đi mệt mỏi. Nhóm bạn tưởng rằng cô ấy cần quá giang nên mời cô ấy lên xe, nhưng xe vừa chạy thì cô gái lấy súng ra tự tử ngay trên xe. Nhóm bạn rất hốt hoảng vì vụ này, họ đành phải vào tiệm bán thịt của người đàn bà tên Luda Mae Hewitt để mượn điện thoại gọi cho cảnh sát. Khi nghe bà chủ tiệm và đứa con của bà đều nói rằng đồn cảnh sát ở ngay phía sau khu rừng vắng gần đó thì Erin và Kemper cùng nhau đi tìm cảnh sát trưởng, để 3 người kia ở lại tiệm thịt.
Đi hết khu rừng nhưng họ vẫn không thấy đồn cảnh sát, chỉ thấy một căn nhà to lớn. Erin đi vào đó hỏi thăm ông chủ nhà bị tật nguyền tên Monty Hewitt về chuyện gọi điện thoại cho cảnh sát một lần nữa, nhưng khi cô đang gọi điện thì Kemper bị tên sát nhân Leatherface giết chết. Erin đi ra không thấy Kemper đâu cả, cô một mình trở lại với những người bạn mình. Cô không biết rằng trong lúc cô và Kemper vừa đi khỏi thì có ông cảnh sát trưởng đến đem xác cô gái đi, ông ấy chính là Charlie Hewitt, lão già điên rồ giả mạo cảnh sát. Erin quay về kể lại cho bạn mình nghe chuyện Kemper mất tích vừa rồi.
Erin và Andy lén đi vào nhà của gia đình Hewitt để tìm xem Kemper có trong đó không, không may bị tên Leatherface cầm máy cưa truy đuổi. Vì Erin chạy rất nhanh nên đã thoát được, còn Andy bị Leatherface cưa đứt chân trái, sau đó Leatherface khiêng Andy xuống tầng hầm. Erin nhanh chân chạy về chỗ những người bạn mình, cô đòi phải đi khỏi nơi đây cho bằng được mặc cho những người bạn thắc mắc. Charlie Hewitt xuất hiện, hắn bắt Morgan về nhà. Chỉ còn lại Erin và Pepper, họ lên xe đề máy toan chạy đi thì Leatherface chạy ra giết chết Pepper.
Erin bị Leatherface đuổi theo trong rừng, trớ trêu thay, cô ngất đi giữa chừng. Khi tỉnh dậy cô mới thấy mình đang nằm trong căn nhà của gia đình Hewitt, lúc này cô mới hiểu ra những người vừa qua nhóm bạn của cô gặp được đều là người trong gia đình này. Erin bị Leatherface ném xuống tầng hầm, cô thấy Morgan và dìu anh ta đi ra bằng một đường hầm bí mật. Leatherface cầm máy cưa đuổi theo rồi dùng máy cưa đâm chết Morgan.
Erin lại tiếp tục bỏ chạy vào rừng, cô chạy vào một nhà máy thịt bị bỏ hoang. Cô lừa Leatherface chạy vào đó rồi cô lấy một con dao to chặt đứt cánh tay phải của hắn. Erin chạy nhanh ra khỏi nhà máy, mặc cho Leatherface chảy máu đến chết. Cô chạy về nhà của gia đình Hewitt, cướp chiếc xe cảnh sát của Charlie Hewitt rồi tông hắn đến chết, cô chạy nhanh ra khỏi bang Texas. Điều đặc biệt là Erin đã chở theo một bé trai 2 tuổi mà gia đình Hewitt cướp được từ những nạn nhân bọn chúng sát hại, cô cứu đứa bé ấy bởi vì không muốn nó trở thành đứa con sát nhân thứ hai trong gia đình Hewitt. Đột nhiên, Leatherface xuất hiện và tấn công chiếc xe. May mắn thay, Erin đã tẩu thoát thành công.

## Diễn viên
- Jessica Biel vai Erin
- Erica Leerhsen vai Pepper
- Jonathan Tucker vai Morgan
- Mike Vogel vai Andy
- Eric Balfour vai Kemper
- R. Lee Ermey vai Charlie Hewitt / Cảnh sát trưởng Hoyt
- Andrew Bryniarski vai Leatherface / Thomas Hewitt
- David Dorfman vai Jedidiah Hewitt
- Lauren German vai Cô gái đi đường
- Marietta Marich vai Luda Mae Hewitt
- Terrence Evans vai Monty Hewitt
- Heather Kafka vai Henrietta Hewitt
- Kathy Lamkin vai Tea Lady Hewitt